# Maikel Reyes
Maykel Alejandro Reyes Azcuy (a veces deletreado como Maykel Reyes) es un jugador de fútbol internacional cubano que juega para el Managua FC en la Liga Primera de Nicaragua.

## Carrera
Reyes hizo su debut internacional en octubre de 2012 contra Panamá.
En 2013, participó en el Campeonato Sub-20 de la Concacaf marcando 3 goles en 4 partidos y siendo uno de los pilares fundamentales en la histórica clasificación de Cuba a la Copa Mundial de la categoría. 
Ya en el Mundial Sub-20, Reyes jugó los tres partidos de la selección, marcando el único gol conseguido por la misma en dicha competición. Este gol, anotado ante Corea del Sur, fue el primer gol oficial de todo el torneo. 
En noviembre de 2014, representó a Cuba en los Juegos Centroamericanos y del Caribe, dónde la selección cubana se convirtió en la revelación del evento alcanzando la Medalla de Bronce. Reyes jugó los 5 partidos disputados por su selección consiguiendo dos goles, contra Costa Rica en fase de grupos y ante Honduras por la discusión del tercer lugar.
Reyes participó en la Copa Oro de la Concacaf en julio del 2015. Una vez más fue protagonista con la escuadra de su país, anotando el gol de la victoria ante Guatemala y dándole a Cuba el pase a cuartos de final de la competición.
En 2019, Cuba regresa a la Copa Oro, con Reyes en sus filas, la selección antillana cae en sus tres presentaciones sin lograr anotar.
En 2021, Reyes participa en las Eliminatorias Mundialistas de CONCACAF rumbo a Catar 2022. En los 4 partidos disputados por su selección, el ariete cubano marca dos goles, ambos de cabeza, ante Islas Vírgenes Británicas y San Vicente & Granadinas.

### Goles internacionales
Las puntuaciones y los resultados listan la cuenta de objetivo de Cuba primero.
| #  | Fecha               | Local                                                  | Adversario                                | Puntuación | Resultado | Competición                  |
| -- | ------------------- | ------------------------------------------------------ | ----------------------------------------- | ---------- | --------- | ---------------------------- |
| 1. | 25 de marzo de 2015 | Estadio Cibao, Santiago, República Dominicana          | República dominicana República Dominicana | 3–0        | 3–0       | Amistoso                     |
| 2. | 15 de julio de 2015 | Banco de Estadio de América, Charlotte, Estados Unidos | Guatemala                                 | 1–0        | 1–0       | Copa Oro de la Concacaf 2015 |

## Clubes
| Club               | País                 | Año             |
| ------------------ | -------------------- | --------------- |
| Pinar del Río      | Cuba                 | 2011 - 2014     |
| Ciego de Ávila     | Cuba                 | 2015            |
| Cruz Azul Hidalgo  | México               | 2016            |
| Villa Clara        | Cuba                 | 2017            |
| Atlántico          | República Dominicana | 2018            |
| Pinar del Río      | Cuba                 | 2019            |
| Atlético Vega Real | República Dominicana | 2020            |
| Real Sociedad      | Honduras             | 2021 - Presente |